# Théâtre du Gymnase

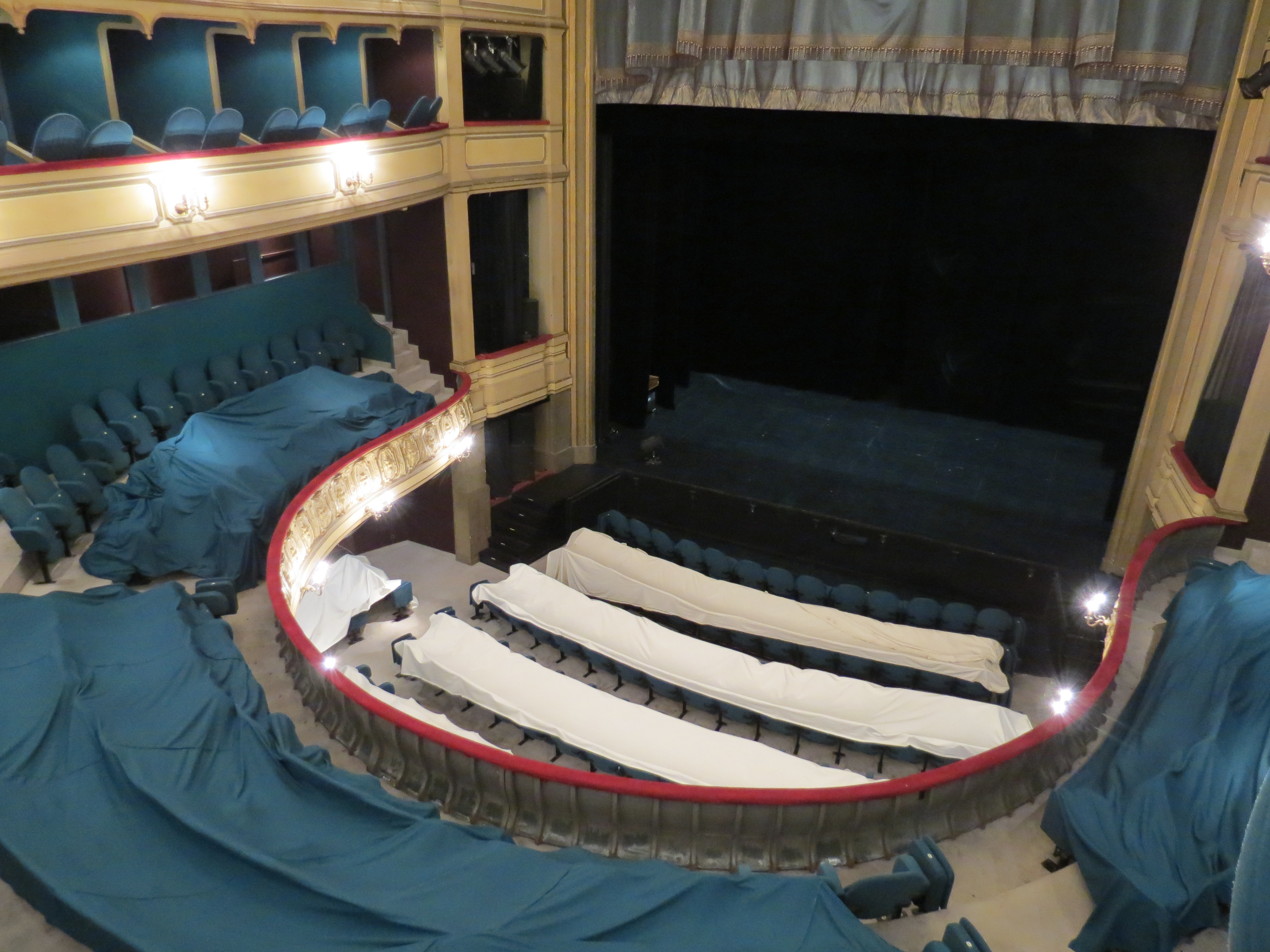
Palcoscenico

Il Théâtre du Gymnase è un teatro situato sulla Canebière a Marsiglia, nel quartiere Thiers.

## Storia
Il teatro a Marsiglia iniziò ad avere una reale importanza intorno al XVIII secolo. Furono costruite diverse sale per spettacoli, tra cui il Grand Théâtre (attuale Opéra municipal de Marseille) inaugurato il 31 ottobre 1787, dedicato all'opera e alla tragedia.
Un ex attore del Grand Théâtre, Giraud Destinval, decise di costruire un nuovo teatro, dedicato alla commedia e all'operetta. Nel 1800 acquistò l'edificio dell'ex cappella del Couvent des Lyonnaises, Monache dell'Ordine di San Francesco, che era stato in parte distrutto durante la Rivoluzione. La prima pietra fu posta il 7 marzo 1801 dall'architetto Paul Audibert sotto la direzione di Defougere, ingegnere del Dipartimento. Il teatro venne inaugurato il 13 settembre 1804 e chiamato Théâtre Français per sottolineare la sua vocazione per la drammaturgia francese.
Nel 1834 prese poi il nome di Gymnase.
Venivano rappresentati vaudeville, la commedie, melodrammi ed altri generi teatrali. Nel tempo vi si esibirono:  Désaugiers, Mademoiselle George, Hadingue, René Génin, Simon Baret, Sarah Bernhardt, Gaby Deslys, solo per citarne alcuni.
A partire dal Secondo Impero, vennero rappresentate anche operette.
Le Gymnase aveva "una importanza secondaria" in rapporto al Grand Théâtre, poiché una legge decretata da Napoleone nel 1806 non autorizzava le grandi città, tranne Parigi, ad avere più di due teatri, una situazione che durerà fino al Secondo Impero.
Nel XX secolo riprese il ruolo di sala di teatro ospitando attori come  Louis Jouvet, Jean Weber, ma anche sala per concerti nella quale si esibirono Jacques Brel, Reda Caire, Charles Aznavour e Franck Pourcel.
Il teatro era anche un luogo di incontro per gli studenti che assistevano alle rappresentazioni delle opere studiate a scuola. Negli anni 1950 furono rappresentate opere teatrali come L'École des femmes, con Christian Bérard, e Les Fourberies de Scapin con Jean-Louis Barrault.
Il teatro venne chiuso nel 1980 per dei lavori di ristrutturazione e riaperto nel 1986 con il contributo della municipalità e del mecenate statunitense Armand Hammer. Da sempre luogo della cultura artistica marsigliese, lavora in collaborazione con l'adiacente Thiers lycée. È diretto da Dominique Bluzet, anche regista del Grand Théâtre de Provence e Théâtre du Jeu de Paume di Aix-en-Provence.

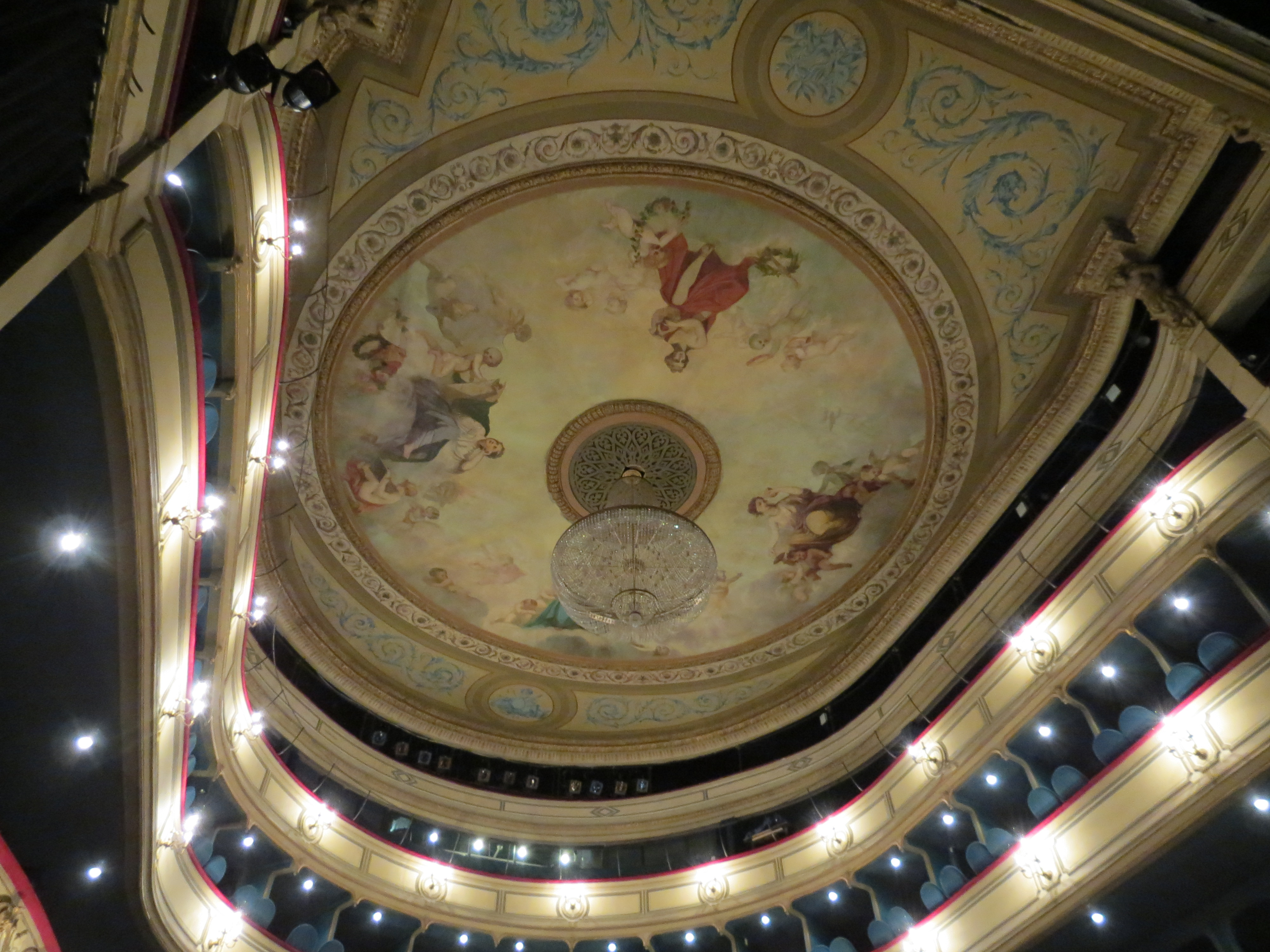
Soffitto, dipinto da Henri Gabelier, pittore marsigliese negli anni 1900.